# Leuconephra invenusta
Leuconephra invenusta är en fjärilsart som beskrevs av Swinhoe 1906. Leuconephra invenusta ingår i släktet Leuconephra och familjen nattflyn. Inga underarter finns listade i Catalogue of Life.